# Museu Rafael Bordalo Pinheiro
O Museu Bordalo Pinheiro, situado no Campo Grande, n.º 382, em Lisboa, é um museu inteiramente dedicado à vida e obra de Rafael Bordalo Pinheiro, desenhador, aguarelista, ilustrador, decorador, ceramista, caricaturista e autor da representação popular do Zé Povinho no século XIX, que se veio a tornar num símbolo do povo português. 
O museu possui uma exposição permanente, onde se encontram várias obras do autor português, dividindo-se por vários pisos e secções, nomeadamente de Desenho, Gravura, Pintura, Cerâmica, Azulejaria, Equipamentos e Utensílios, Fotografia e Documentação, além de também possuir uma biblioteca e uma sala de serviço educativo. Simultaneamente, existe uma secção para exposições temporárias, onde se presta homenagem ao legado de outros artistas portugueses que viveram durante o fim do século XIX e o início do século XX, para além de proporcionar a novos artistas a oportunidade de reinventarem as obras da família Bordalo Pinheiro e exporem as suas criações. 

## História
Com o objetivo de expor a sua coleção bordaliana, o poeta Arthur Ernesto Santa Cruz Magalhães (1864-1928) encomendou ao arquiteto Álvaro Augusto Machado (1874-1944) o projeto de construção de uma moradia no Campo Grande em 1913, abrindo finalmente as portas ao público pela primeira vez, como coleção particular e somente com acesso ao primeiro andar, em 1916.
Instalado na própria residência do benemérito, em 1922 o edifício sofreu várias remodelações que o dotaram de novas salas, passando a receber nas suas instalações várias exposições temáticas, conferências e as famosas reuniões do Grupo de Amigos Defensores do Museu Rafael Bordalo Pinheiro, que contribuíram para a criação de um monumento ao artista no Jardim do Campo Grande, a atribuição de Largo Rafael Bordalo Pinheiro ao antigo Largo da Abegoaria, onde o artista faleceu, assim como para o enriquecimento do espólio artístico e bibliográfico do museu, que recebeu inúmeras doações de vários colecionadores. Entre os membros do grupo, destacavam-se Sebastião de Magalhães Lima, José Malhoa, António Carneiro, Francisco Valença, Luís Xavier da Costa ou ainda Helena e Manuel Gustavo Bordalo Pinheiro, ambos filhos do artista.
Em 1924, Arthur Ernesto Santa Cruz Magalhães doou ainda em vida o edifício e o seu espólio à Câmara Municipal de Lisboa. Após novas remodelações, o museu reabriu em 1926, ampliado ao rés-do-chão e com um maior acervo, possuindo obras de Rafael Bordalo Pinheiro e do seu filho Manuel Gustavo, assim como uma importante colecção de cerâmica e uma biblioteca especializada.
Ao longo dos anos, o acervo do museu foi crescendo, sendo em 1992 construído um novo edifício na zona posterior ao museu, para albergar não só parte da coleção como várias galerias de exposições temporárias. Sete anos depois, devido a problemas estruturais, gerados pela edificação de um outro edifício em terrenos contíguos, o museu foi obrigado a encerrar para realizar obras de consolidação e requalificação profunda, reabrindo novamente ao público somente em 2005.
Em 2016, ano em que o museu celebrou o seu centenário, sob a alçada da Empresa de Gestão de Equipamentos e Animação Cultural (EGEAC) foi inaugurada a Sala da Paródia, um espaço dedicado a exposições de curta duração e a outras actividades.
Em 2020, durante a crise pandémica de COVID-19 em Portugal, o museu disponibilizou ao público a sua coleção através de visitas virtuais no seu portal online, possuindo um inventário de 13.200 objetos.

## Galeria

Imagens do museu e obras da autoria de Rafael Bordalo Pinheiro
Interior do museuInterior do museu
Interior do museuInterior do museu
Interior do museuInterior do museu
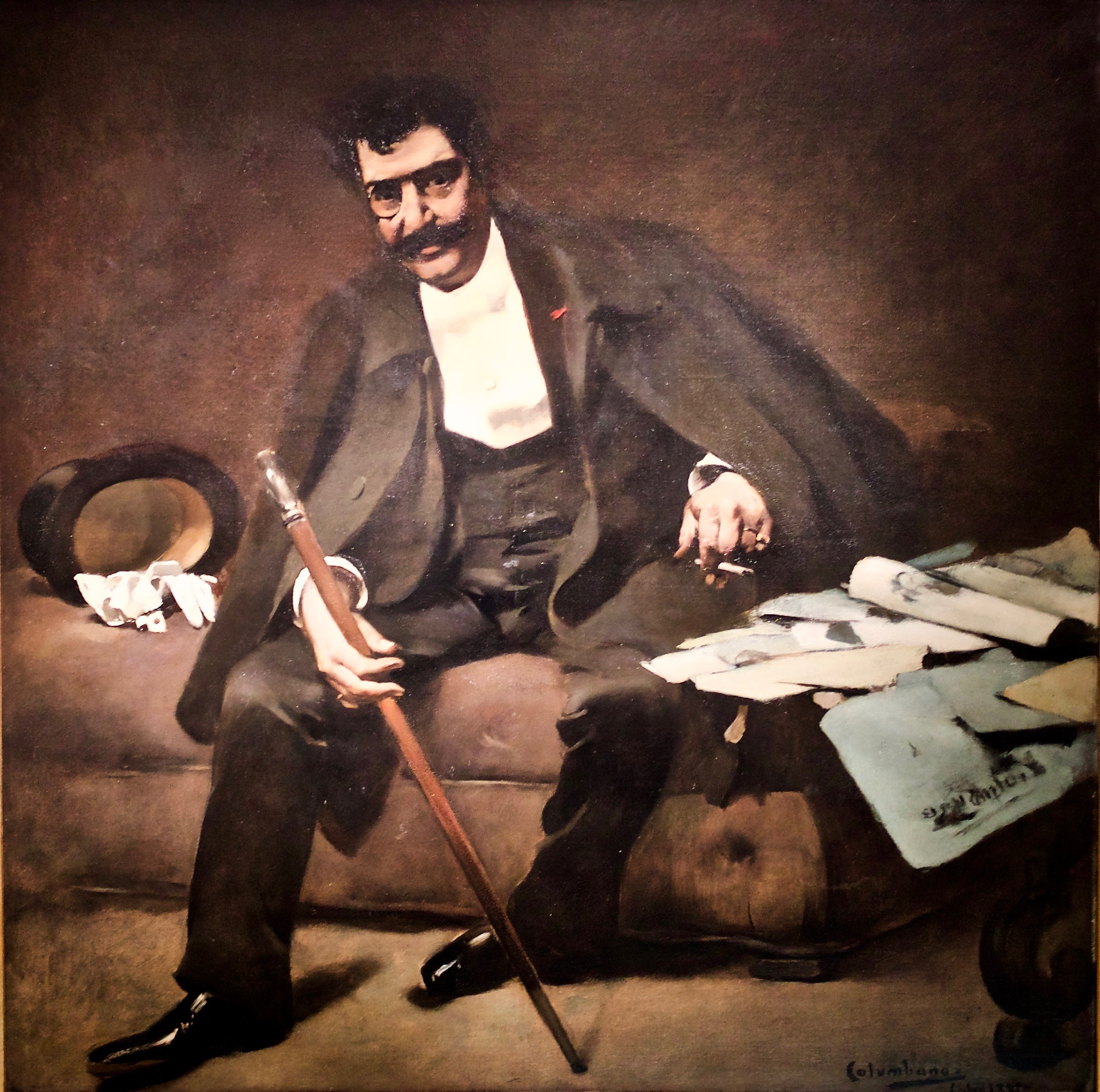
Retrato a óleo de Rafael Bordalo Pinheiro da autoria do seu irmão Columbano Bordalo Pinheiro
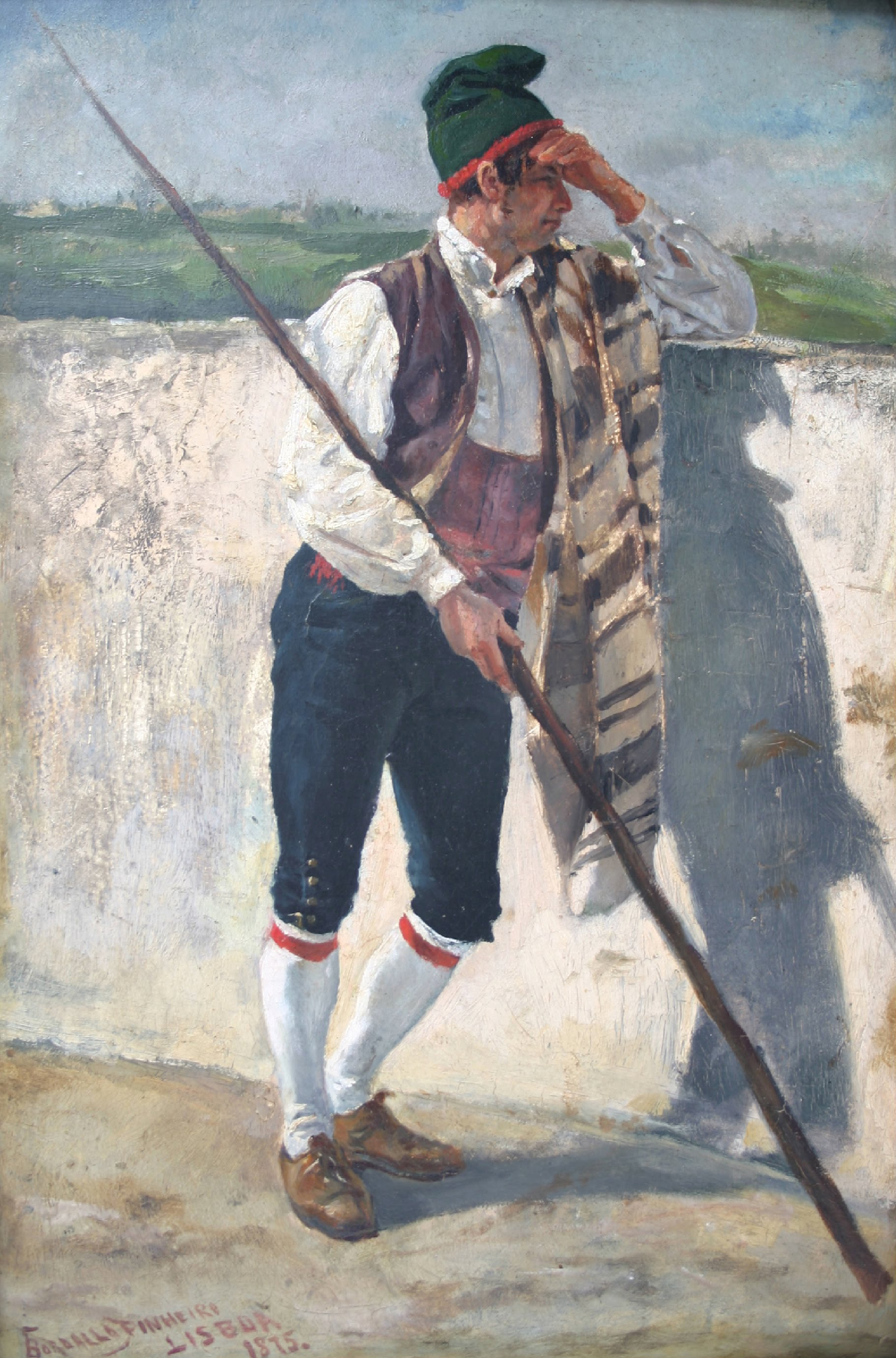
Pintura a óleo "Campino com Varapau" (1875) da autoria de Rafael Bordalo Pinheiro
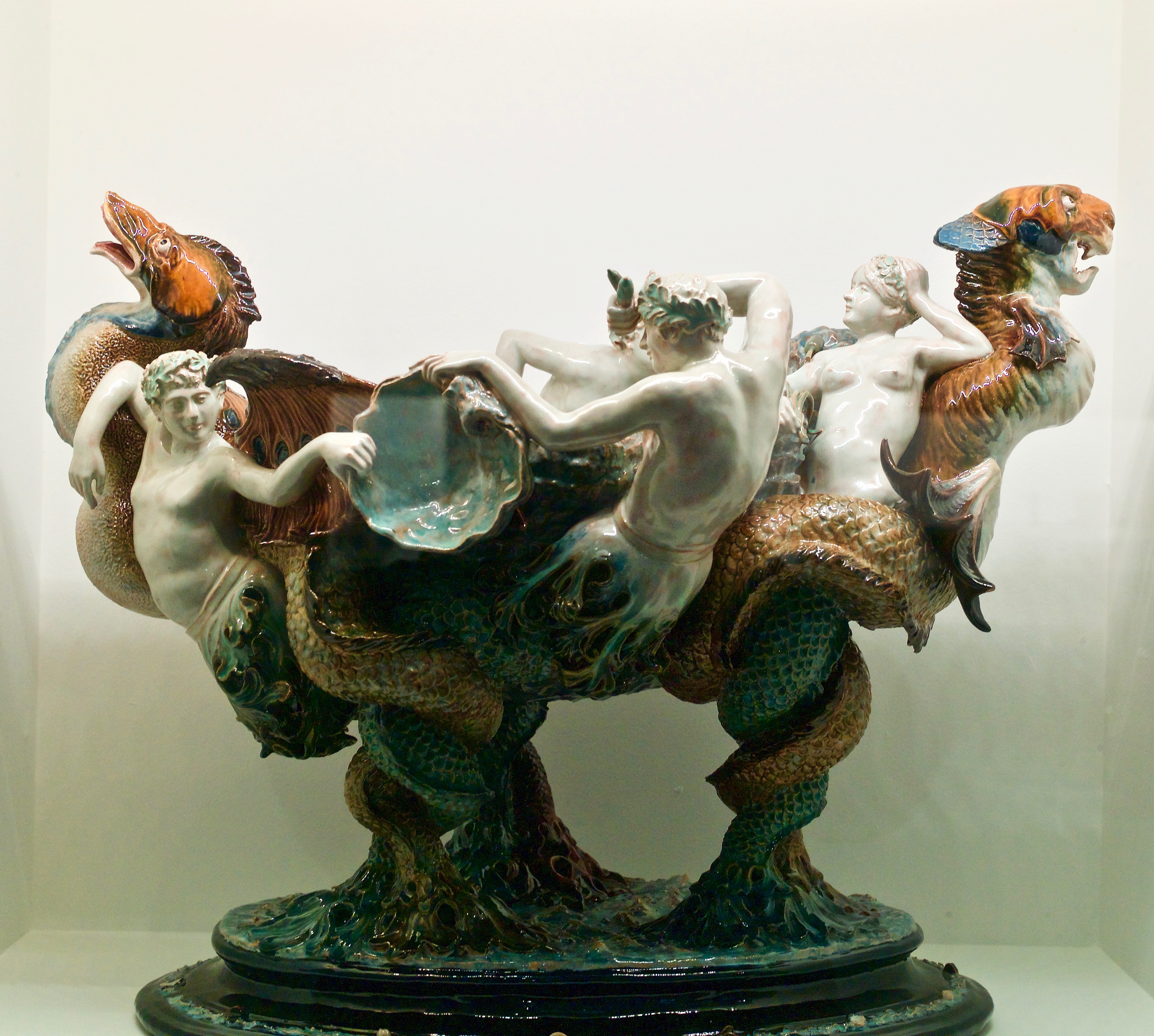
Centro de mesa "Renaissance" da autoria de Rafael Bordalo Pinheiro
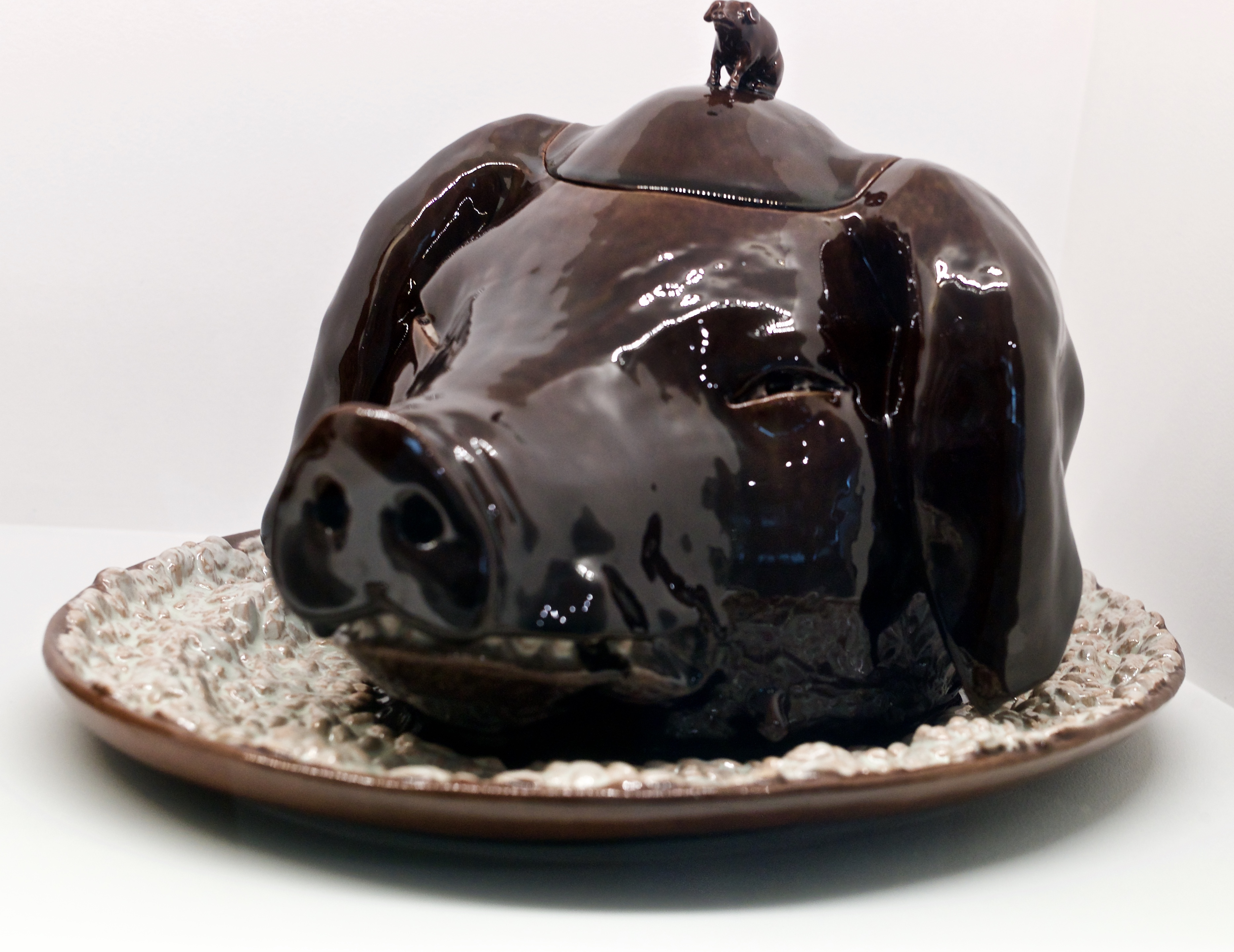
Terrina "Cabeça e Porco" da autoria de Rafael Bordalo Pinheiro
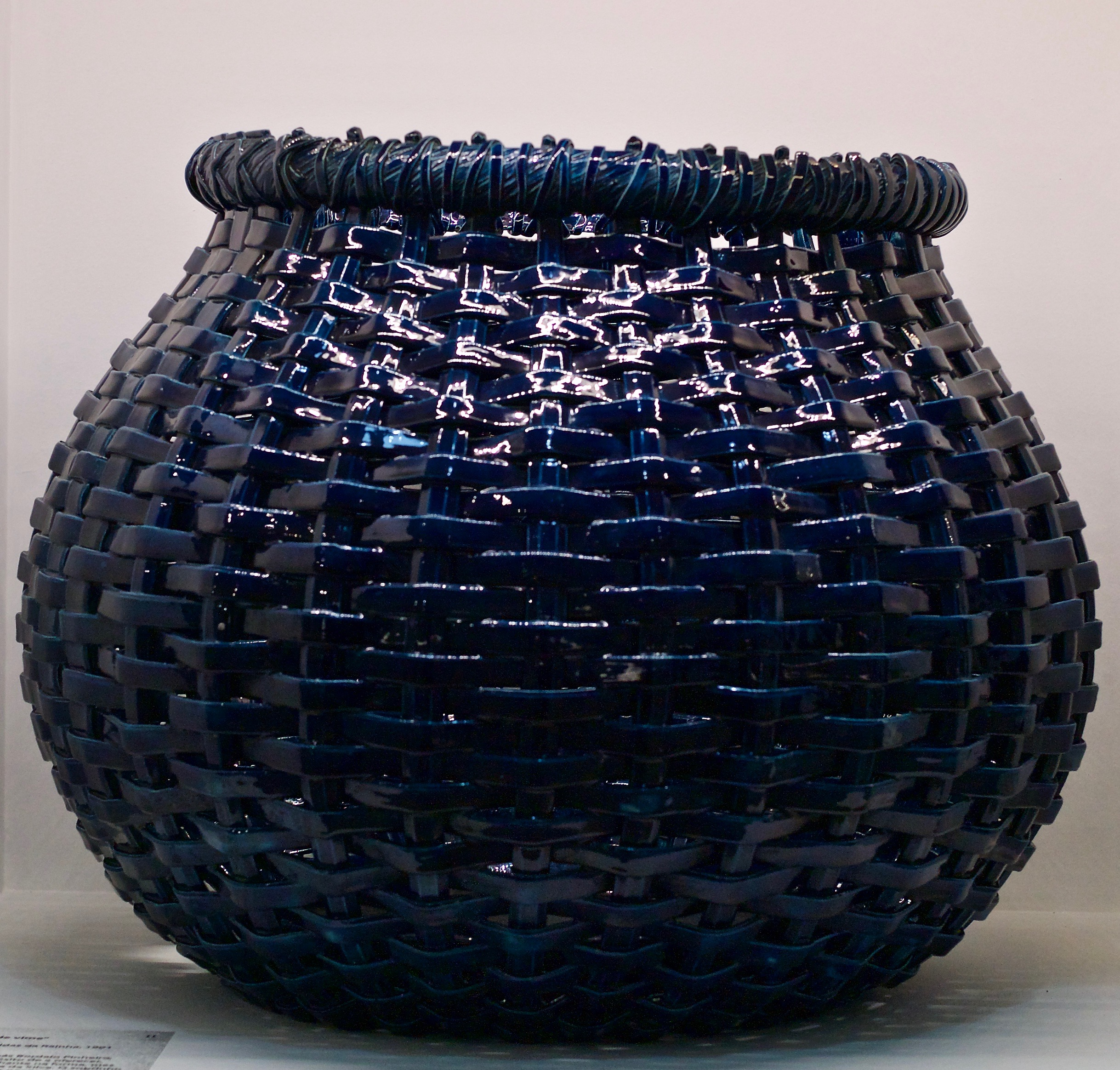
Vaso "Cesto de Vime" (1901) da autoria de Rafael Bordalo Pinheiro
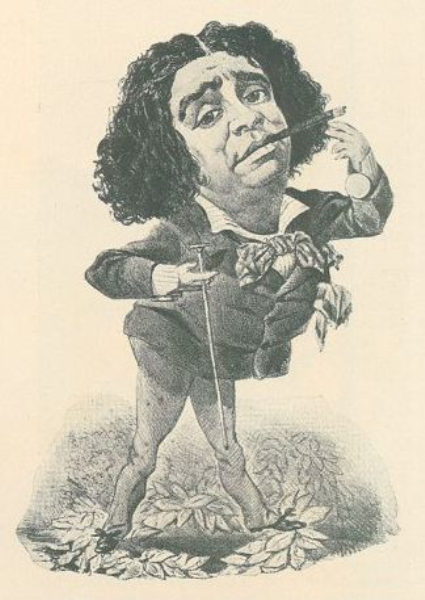
Caricatura de Actor Santos Pitorra da autoria de Rafael Bordalo Pinheiro
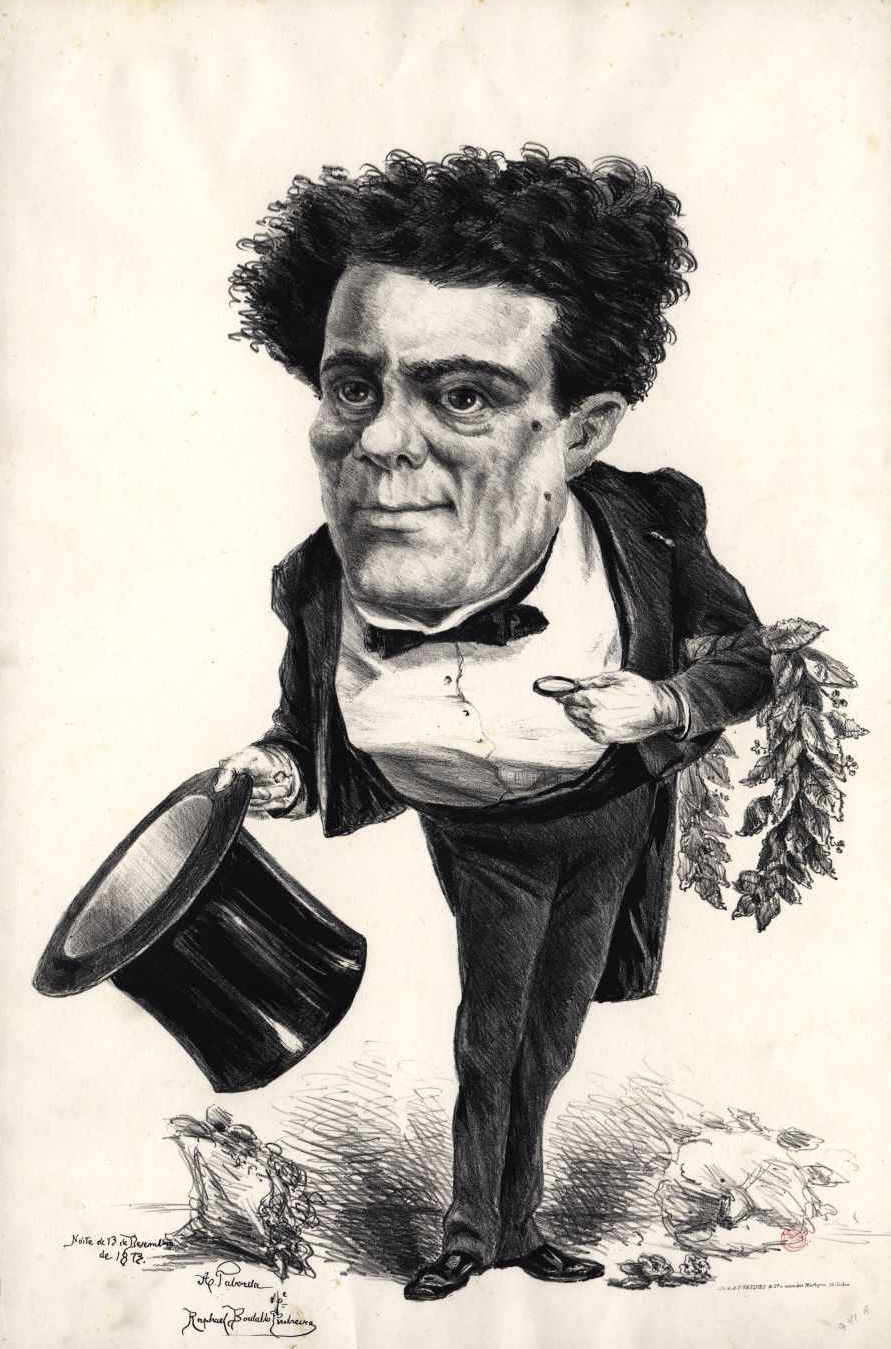
Caricatura do Actor Taborda (1873) da autoria de Rafael Bordalo Pinheiro
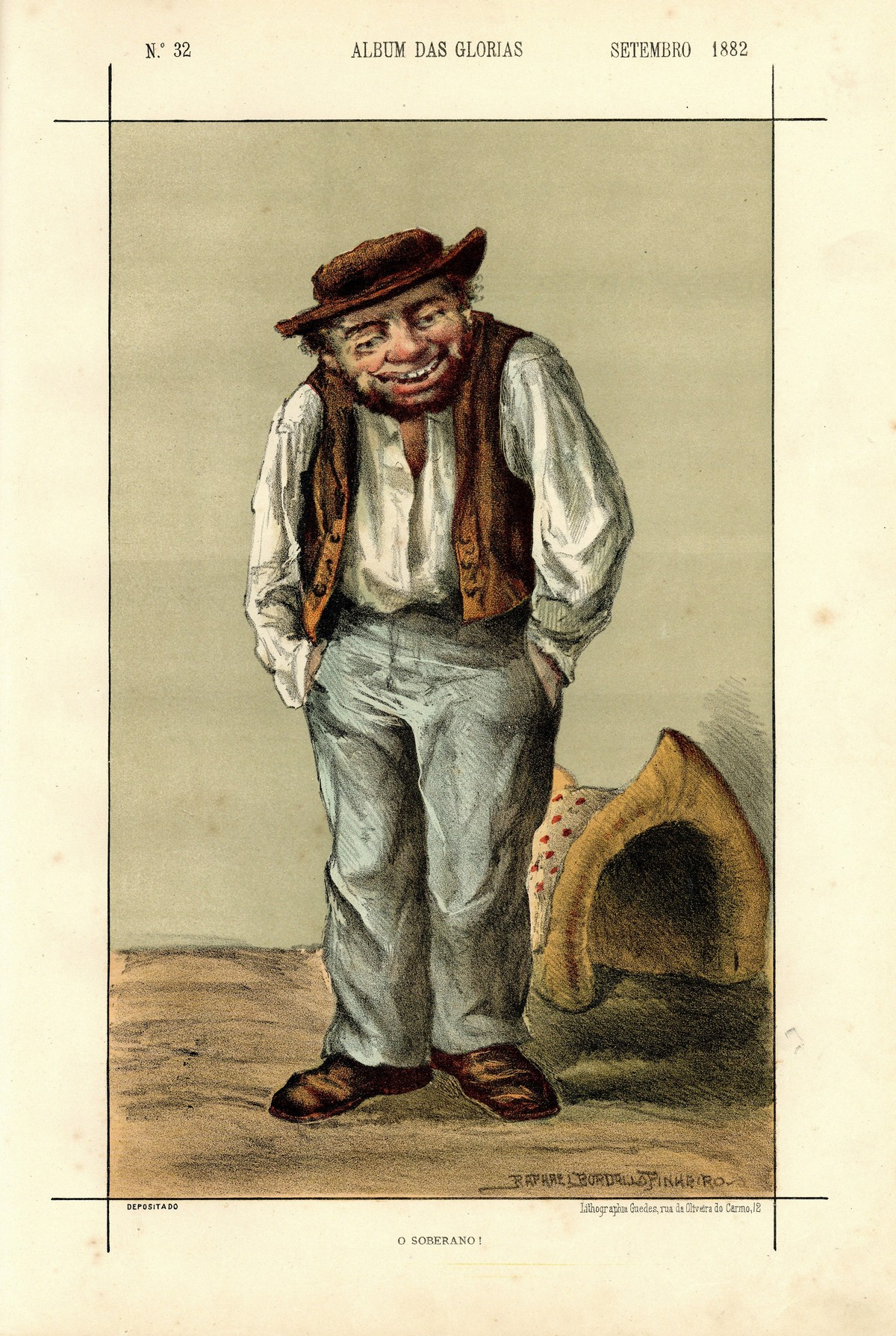
Caricatura da personagem fictícia Zé Povinho, publicado no Álbum das Glórias (1882)
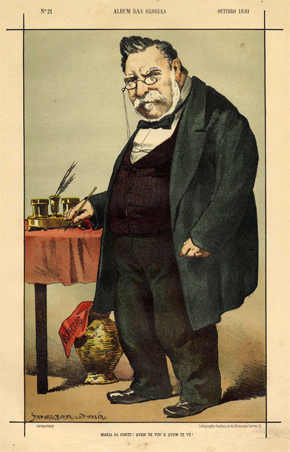
Caricatura de António Rodrigues Sampaio, publicado no Álbum das Glórias (1881)
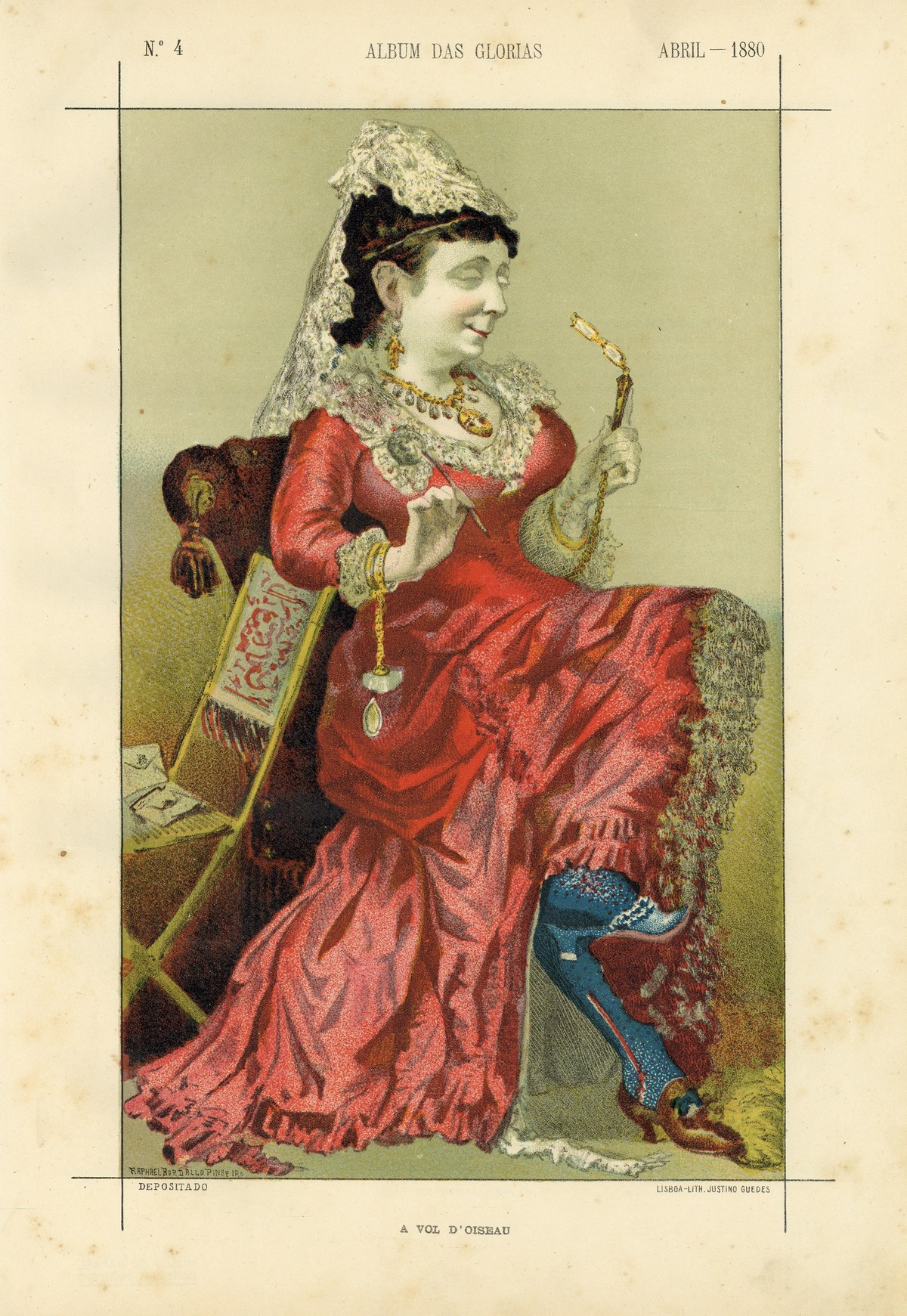
Caricatura de Maria Rattazzi, publicado no Álbum das Glórias (1880)
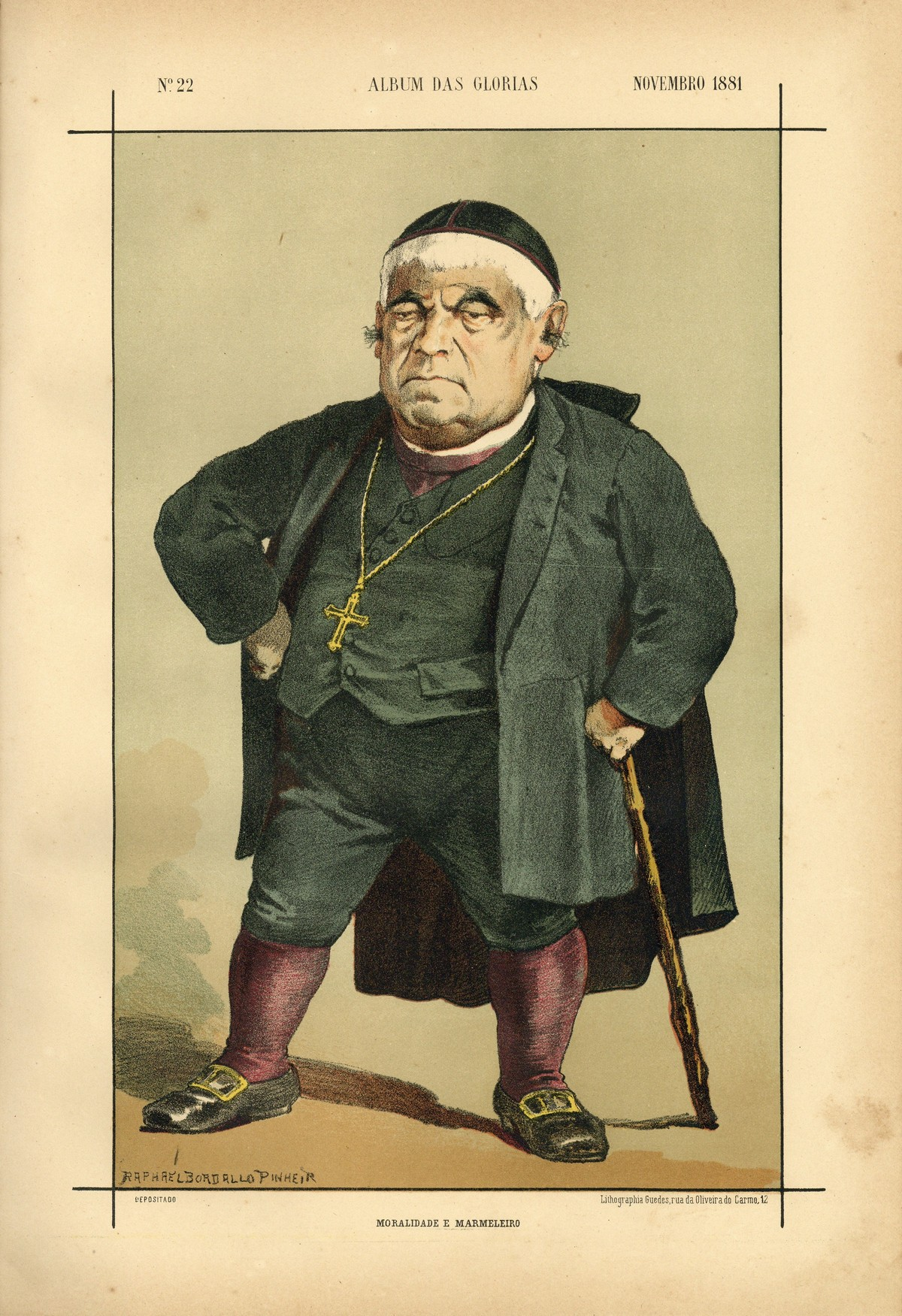
Caricatura do Bispo António Alves Martins, publicado no Álbum das Glórias (1881)
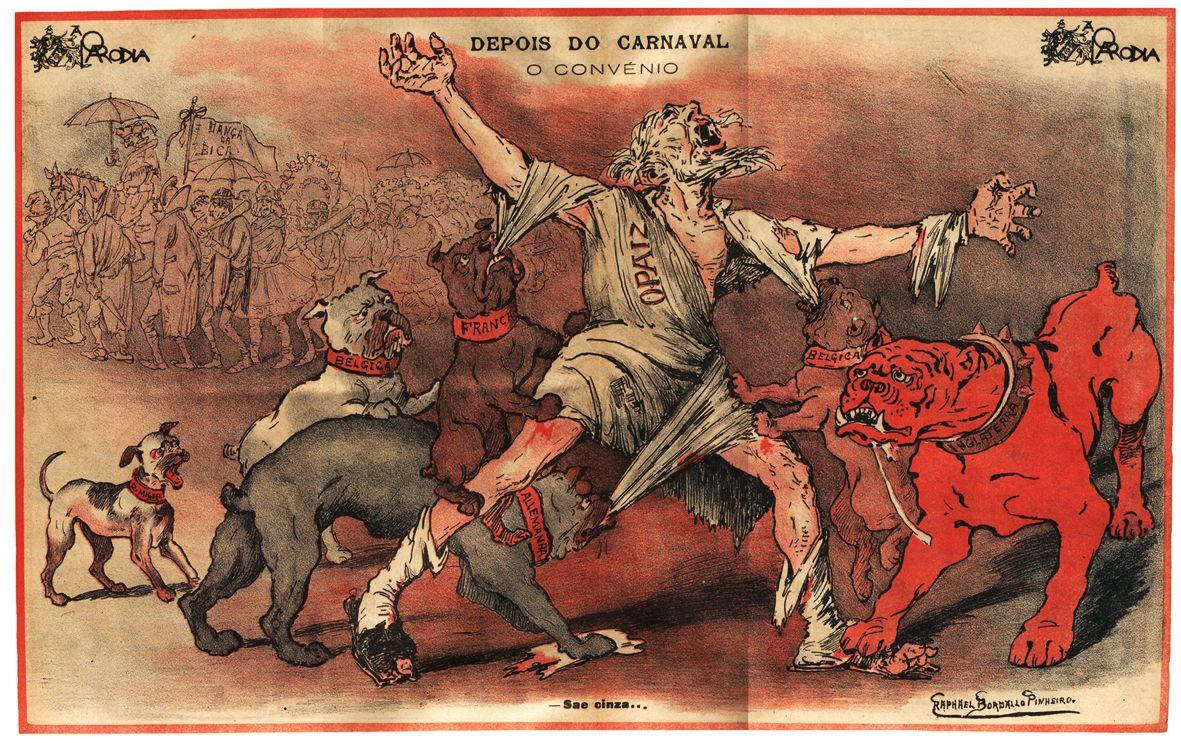
Litografia de Rafael Bordalo Pinheiro sobre a política e o assédio internacional às colónias portuguesas, publicado no periódico A Paródia, n.º 32, 22 de agosto de 1900.
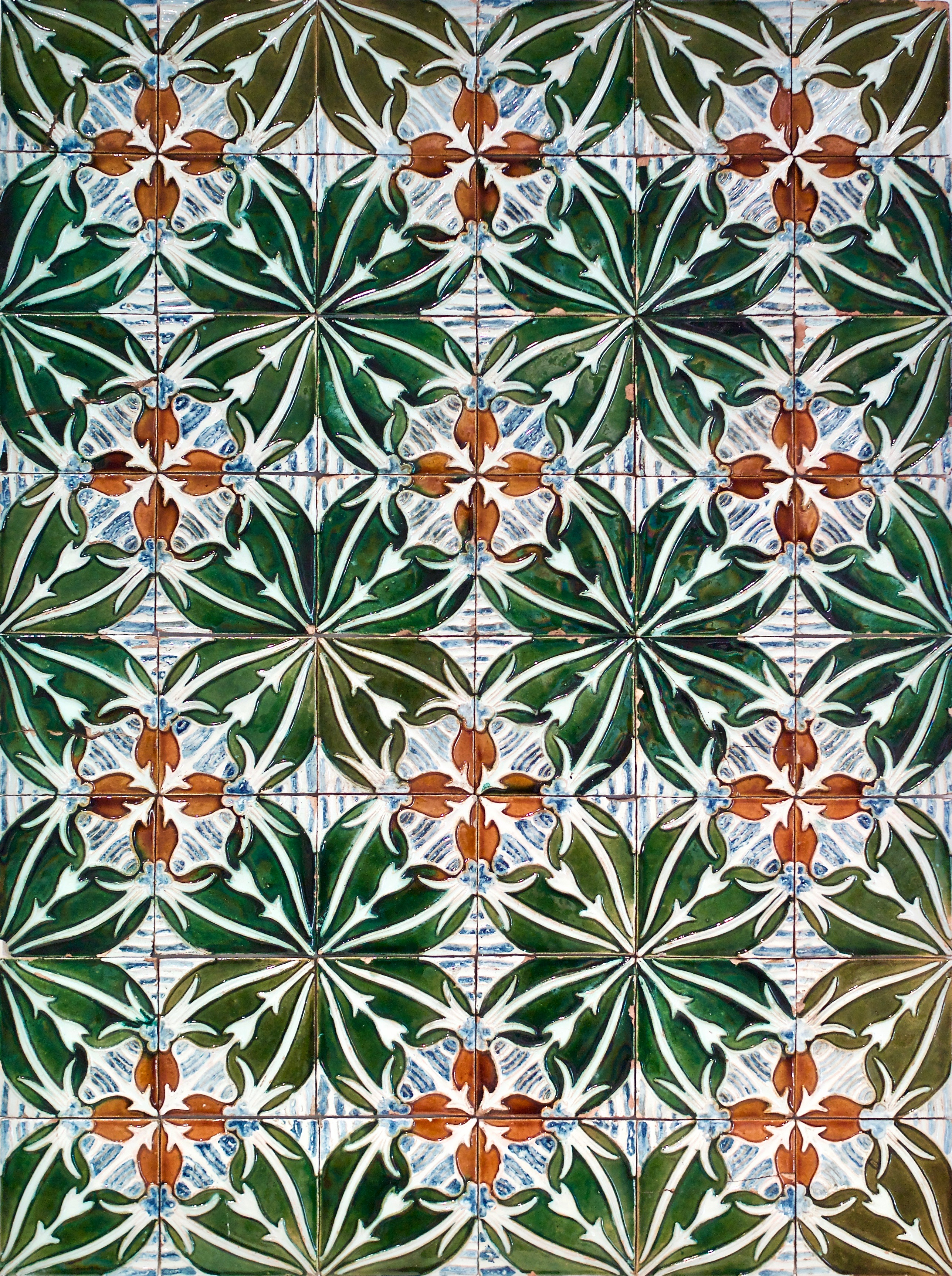
Padrão de azulejo "Bacalhoa" da autoria de Rafael Bordalo Pinheiro
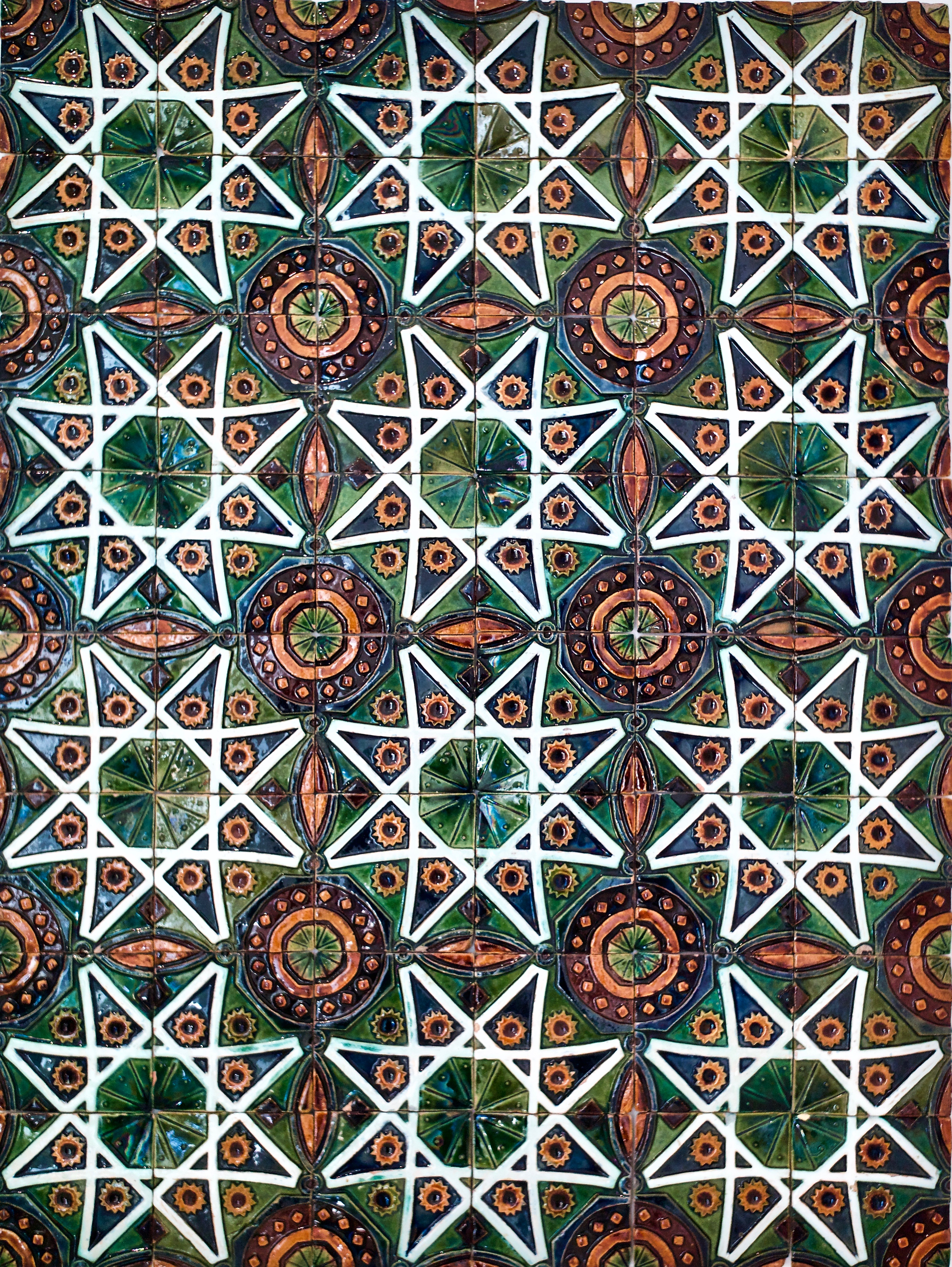
Padrão de azulejo "Estrela" da autoria de Rafael Bordalo Pinheiro
Prato de cerâmica produzido na Fábrica de Faianças das Caldas da Rainha, com ilustração da autoria de Rafael Bordalo Pinheiro, dedicado ao seu irmão Manuel Maria Prostes Bordalo PinheiroPrato de cerâmica produzido na Fábrica de Faianças das Caldas da Rainha, com ilustração da autoria de Rafael Bordalo Pinheiro, dedicado ao seu irmão Manuel Maria Prostes Bordalo Pinheiro

## Exposições Temporárias
Breve selecção:
- Bordalo à Mesa (2014 - 2021)
- Manuel Gustavo Bordalo Pinheiro: Histórias Desenhadas (2021)
- Eduardo Salavisa pelo traço dos amigos (2020)
- Eduardo Salavisa: Um Cadeirão e 96 Retratos (2020)
- Anabela Soares: O Dia Em Que Perdi o Pé (2020)
- Um sonho. Bordalo e a Fábrica de Faianças (2020)
- Madalena Martins: O regresso das andorinhas (2019)
- Pedro Inácio: Arte Urbana (com humor) (2019)
- Augusto Cid: Animais à Solta (2018)
- Rui Pimentel: Uma História da Arte Mundial (2017)
- Lisboa de Bordalo (2017)
- Diálogos Imaginados: Rafael Bordalo Pinheiro e Paula Rego (2015 - 2016)
- Luiz Filipe e A Farsa da Vida (2015)
- João Menezes Ferreira: Capitão de Artes (2014 - 2015)
- Teresa Cortez: Bicharada (2012)